# Huitzuco de los Figueroa
Huitzuco de los Figueroa là một đô thị thuộc bang Guerrero, México. Năm 2005, dân số của đô thị này là 35055 người.